# NGC 7543
NGC 7543 је спирална галаксија у сазвежђу Пегаз која се налази на NGC листи објеката дубоког неба.
Деклинација објекта је + 28° 19' 40" а ректасцензија 23h 14m 34,5s. Привидна величина (магнитуда) објекта NGC 7543 износи 13,2 а фотографска магнитуда 14,0. NGC 7543 је још познат и под ознакама UGC 12450, MCG 5-54-52, CGCG 496-65, NPM1G +28.0480, IRAS 23121+2803, PGC 70785.